# إغلاق مضيق تيران
مثّل إعلان إغلاق مضيق تيران الشرارة التي أطلقت الأحداث المؤدية لحرب 1967، والتي كانت من نتائجها مقتل 15,000 - 25,000 شخص في الدول العربية مقابل 800 في إسرائيل، وتدمير 70 - 80% من العتاد الحربي في الدول العربية مقابل 2 - 5% في إسرائيل، إلى جانب تفاوت مشابه في عدد الجرحى والأسرى؛ كما كان من نتائجها صدور قرار مجلس الأمن رقم 242 وانعقاد قمة اللاءات الثلاثة العربيّة في الخرطوم وتهجير معظم سكان مدن قناة السويس وكذلك تهجير معظم مدنيي محافظة القنيطرة في سوريا، وتهجير عشرات الآلاف من الفلسطينيين من الضفة بما فيها محو قرى بأكملها، وفتح باب الاستيطان في القدس الشرقية والضفة الغربية.

## مبررات الإغلاق
في أوائل مايو - أيار 1967 بعثت الحكومة السوفياتية بإشارة إلى القاهرة تقول أن هناك حشود اسرائيلية على الحدود السورية، وبعد ذلك باسبوعين استلمت القاهرة معلومات مفصلة تفيد أن حشودا إسرائيلية تتألف من أحد عشر لواء تقف على الحدود. ولكن في الواقع لم يكن هنالك أكثر من سرية (120 رجل) إسرائيلية واحدة تكمن في تلك المنطقة وتحديدا بهدف صد تسلل وهجمات الفدائيين من سوريا. وقد اكدت الأمم المتحدة التي كان لها مراكز مراقبة على طول خط الحدود السورية الإسرائيلية، في 19 مايو، انه لم يكن ثمة دليل على وجود مثل هذه الحشود. ولكن يبدو ان روسيا كانت تخشى وقوع هجوم إسرائيلي على سوريا فأرادت من الرئيس عبد الناصر بأن يرسل قواته إلى سيناء حتى يمنع ذلك الهجوم الإسرائيلي. كانت هذه المزاعم محاكمة بدقة. ففي خطاب استقالة الرئيس عبد الناصر يوم 9 يونيو - حزيران قال الرئيس عبد الناصر:
و كان عبد الناصر قد طرح هذا السيناريو سابقا يوم 22 مايو في أثناء زيارته لمركز القيادة المتقدمة للقوات الجوية:

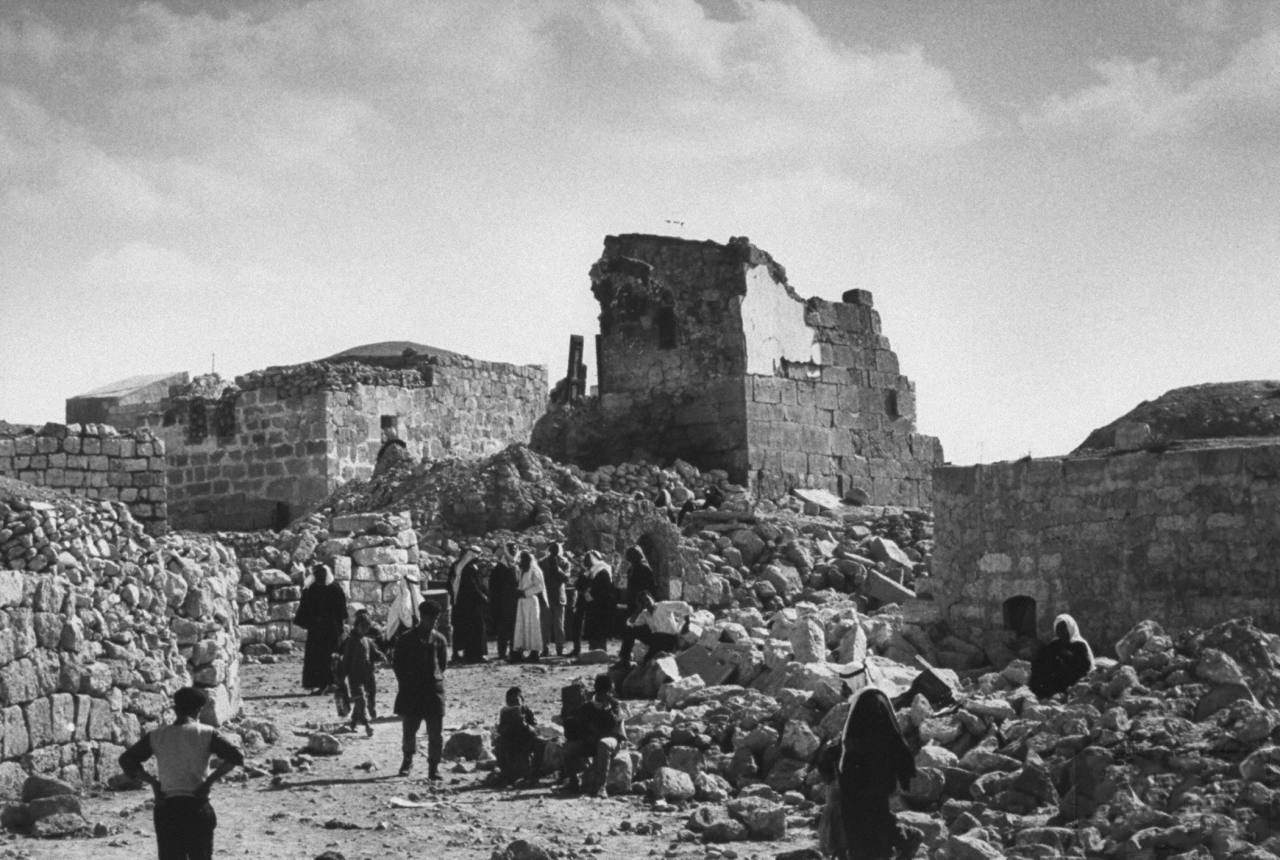
مباني مهدمة عقب معركة السموع

الأزمة التي أدت إلى الحرب كانت ترتب قبل ستة أشهر. ففي خلال فترة تشرين الأول وتشرين الثاني 1966، كانت منظمة فتح تقوم بنشاط كبير ضد إسرائيل، وفي 4 تشرين الثاني 1966 وقعت مصر وسوريا على معاهدة دفاع مشترك غير تلك التي كانت قد وقعت بينهما عام 1955. وبعدها مباشرة قامت إسرائيل بعمل انتقامي؛ في الثالث عشر من نوفمبر - تشرين الثاني قامت قوات إسرائيلية ضخمة، ضمت دبابات وسيارات مصفحة، بهجوم على قرية السموع الأردنية التي يقطنها نحو من 4000 شخص. وحسب تقرير يو ثانت فإن الإسرائيليين دمروا 120 بيتا ومدرسة ومركز صحي. لم تعلن إسرائيل، سابقا، عن أي توجه عدائي نحو الأردن، لكنها قامت بهذه الحملة حتى تظهر أنها لن تسكت على استخدام الأراضي الأردنية كقاعدة لعمليات منظمة فتح. وفي اليوم السابع من نيسان ـ ابريل 1967 قررت إسرائيل أن تُسكت المدافع السورية التي كانت تقصف الإسرائيليين الذين كانوا في المنطقة المجردة من السلاح بالقرب من طبريا، ودارت معركة جوية فقدت سوريا على إثرها ست طائرات ميغ – (نسبة هامة من قوة الطيران السوري).
وبالرغم من كل هذا العمل استمرت الأعمال الفدائية من سوريا غير مبالية بتهديدات الزعماء الإسرائيليين بالضرب ثانية. وفي 10 مايو حذر الجنرال رابين أنه سيهاجم دمشق وينهي حكومة نور الدين الأتاسي، وفي 14 مايو ألقى ليفي أشكول خطابا في نادي ايهدار في تل ابيب قال فيه:
كل هذه الأحداث ضاعفت من قلق الرئيس عبد الناصر، خاصة وجود قوات الطوارىء التابعة للأمم المتحدة على الأراضي المصرية والتي كانت موضع سخرية و فضيحة من جانب خصومه العرب الذين كانوا ينتقدون عدم وجود أعمال فدائية من الجبهة المصرية, ولما شعر عبد الناصر أن هناك احتمال كبير للاصطدام بين سوريا و إسرائيل أراد أن يسكت منتقديه ويؤكد زعامة مصر على العالم العربي، وشعر بضرورة إثبات فعالية ميثاق الدفاع عن سوريا من خلال عمل عسكري. يومي 14 و15 مايو شوهدت القوات المصرية تتحرك من الداخل المصري في طريقها إلى قناة السويس. وفي الساعة العاشرة من صباح يوم 19 مايو بعث اللواء فوزي القائد الأعلى للقوات المسلحة في الجمهورية العربية المتحدة بالبرقية التالية إلى الجنرال ريكي قائد قوات الطوارئ الدولية :

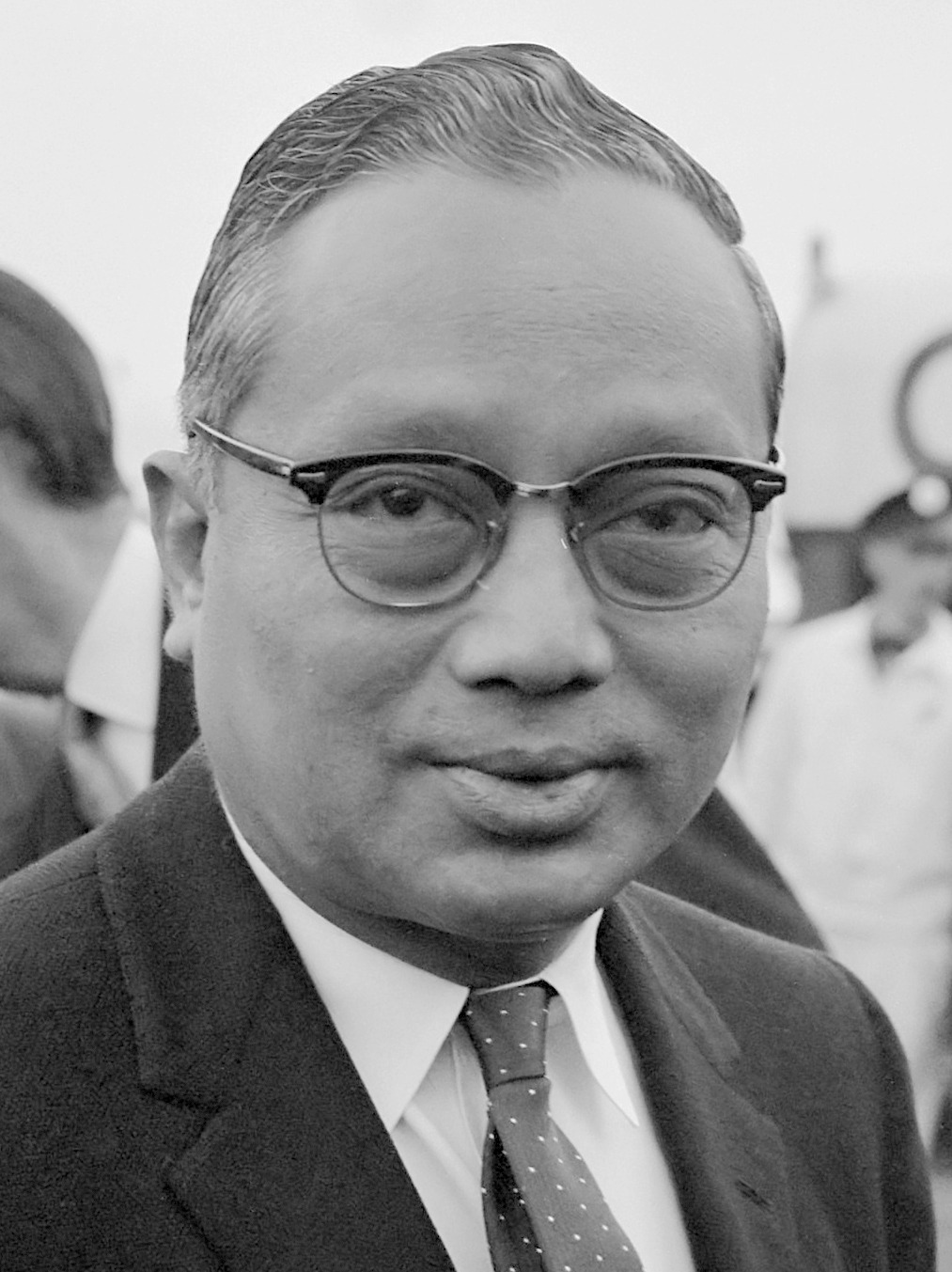
يو ثانت

وقد أذيع نص هذا الطلب على إذاعة القاهرة في اليوم التالي. أعلم الجنرال ريكي يو ثانت بالطلب المصري في الحال، وأوضحت اذاعة القاهرة أن قصد المصريين في سحب قوات الطوارئ المحافظة على حياة هؤلاء عند الاصطدام المرتقب. واضافت إذاعة القاهرة أنه طُلب من الجنرال ريكي سحب قواته من الحدود وحشدها في قطاع غزة، ولم يُذكر شيء عن القوات الدولية في شرم الشيخ. وعندما استلم يو ثانت نسخة برقية اللواء فوزي إلى ريكي دعي السيد محمد عوض القوني المندوب المصري في الأمم المتحدة وابلغه انه لا يمكن الانسحاب الجزئي للقوات الدولية، ولا يمكن دعوة الأمم المتحدة إلى الوقوف وقفة المتفرج في حال وقوع اصطدام، ولهذا فقد أبلغ الرئيس ناصر انه يجب ان يطلب الانسحاب التام لقوات الطوارئ من الأراضي المصرية أو يسمح لها بالبقاء في مراكزها الحالية. في نفس اليوم أعلن كل من المندوب الهندي واليوغسلافي في نيويورك ليو ثانت أنهما سيسحبان قواتهlا التابعة للامم المتحدة استجابة لطلب من الحكومة المصرية. وفي 22 مايو اعلنت الحكومة المصرية أن مضائق تيران قد اغلقت في وجه الملاحة الإسرائيلية، وقال الرئيس عبد الناصر أن الجمهورية العربية المتحدة قد اغلقت خليج العقبة في وجه السفن الإسرائيلية والسفن التي تنقل مواد إستراتيجية إلى إسرائيل. وفي 23 مايو قال أشكول في الكنيست أن أي منع للسفن الإسرائيلية التي تمر في مضائق تيران سيعتبر عملاً حربيا. وفي نفس الوقت صرح الرئيس جونسون أن إغلاق المضائق في وجه الملاحة الإسرائيلية من جانب مصر عمل غير قانوني وان الولايات المتحدة ملتزمة بالحفاظ على سيادة كل دول الشرق الأوسط. وكان جونسون قبل أسبوع قد بعث برسالة شخصية للسيد كوسيغين يحثه على التعاون مع الولايات المتحدة لحمل العرب و إسرائيل على ضبط النفس، وكلف آرثر غولدبرغ أن يبلغ الدكتور فردرينكو المندوب الروسي، أن أميركا مهتمة بتجنب أي صدام مع الروس.
أعلن يو ثانت انه سيطير إلى القاهرة، أعترضت الطائرات الإسرائيلية طائرته وحاولا منعه من الهبوط في القاهرة، لكن الطائرة استطاعت الهبوط، ووصل يو ثانت يوم الثلاثاء 23 مايو وتناول العشاء مع السيد محمود رياض ثم قابل عبد الناصر في اليوم التالي.
اتفقت بريطانيا والولايات المتحدة يوم 29 مايو على وجوب إعادة فتح خليج العقبة للملاحة الدولية وقال البيان الانكلو - اميركي ان العمل العسكري غير مستبعد إذا ما دعت الضرورة لذلك، واخذ الأسطول السادس الاميركي مراكزه في شرقي البحر المتوسط كدعم للجهود الدبلوماسية في إعادة فتح العقبة. وقالت الحكومة المصرية أن عملية اغلاق الخليج قد تمت وزرعت الألغام وأن القوات الجوية والبحرية في حالة استنفار.
دعت كندا والدنمارك مجلس الأمن لعقد جلسة طارئة. للنظر في الوضع الخطير في الشرق الأوسط الذي يهدد السلام العالمي، وطلبت روسيا في هذه الجلسة من الولايات المتحدة وبريطانيا أن تتركا البحر المتوسط.

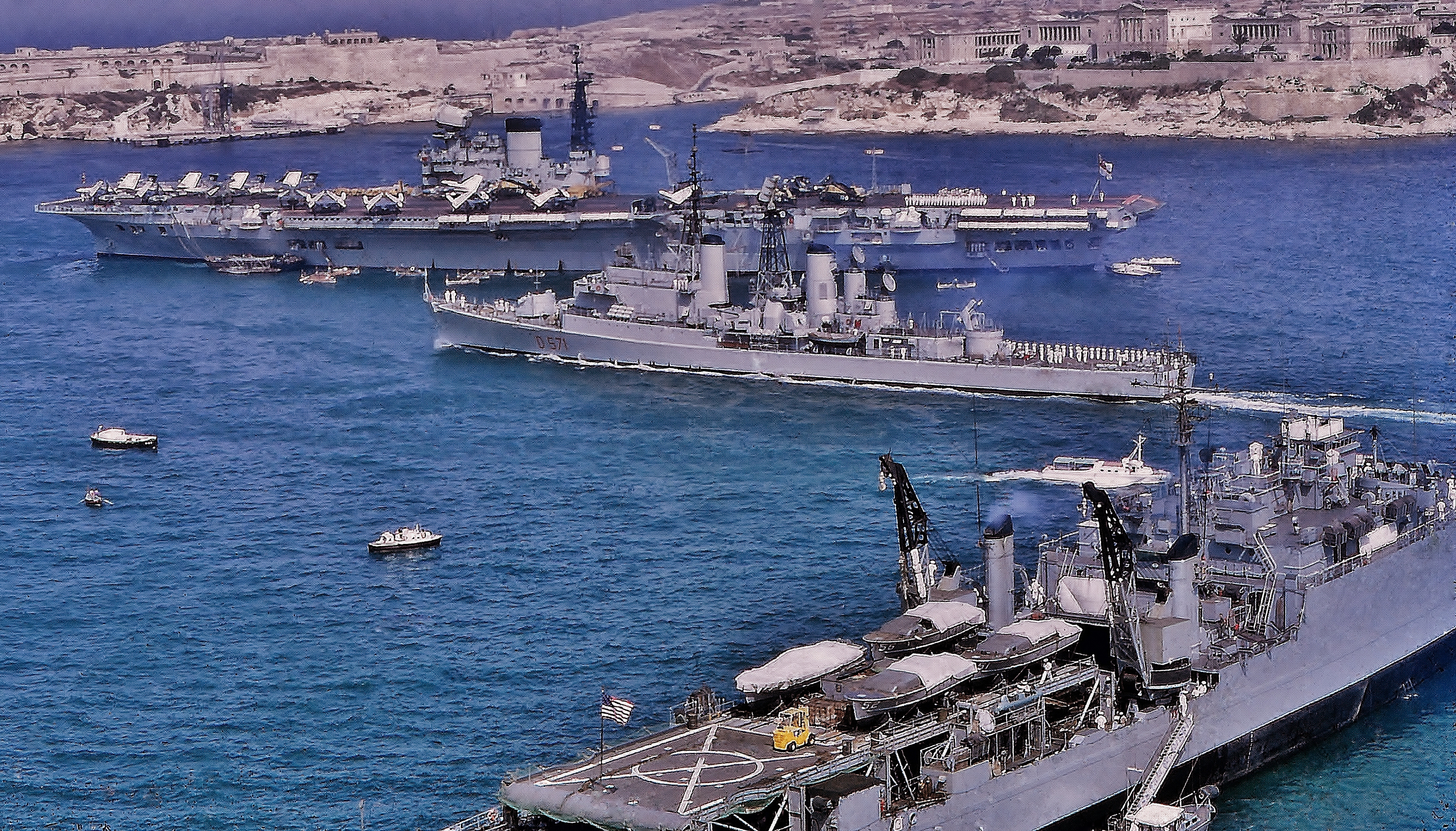
حاملة الطائرات فكتوريوس في مالطا عام 1967

أُمرت حاملة الطائرات فكتوريوس البريطانية، والتي كانت في طريق عودتها من الشرق الأقصى بالبقاء في مالطا. وطار جونسون إلى أوتاوا - كندا لمناقشة الأزمة مع رئيس وزرائها ليستر بيرسون الذي رفض الانضمام إلى المجهود العسكري القادم وفي نفس اليوم اصطحب وزير الدفاع المصري وفداً من عشر رجال إلى موسكو ليطلب تأييد الروس ومساعدتهم فاستقبله وزير الدفاع السوفياتي، غريشكو.
قبل ذلك بيوم واحد غادر أبا إيبان وزير خارجية إسرائيل إلى واشنطن عن طريق باريس ولندن ليجتمع بالرئيس جونسون وليلقي خطابه في مجلس الأمن. وفي باريس قدم الجنرال ديغول مشروعا يدعو إلى اجتماع الأربعة الكبار لدرس الازمة، فوافقت أميركا، ورفضت الحكومة السوفياتية ذلك المشروع. وصل ايبان إلى واشنطن يوم 20 مايو واجتمع مع دين راسك وزير الخارجية الأميركية، وكان قبل مغادرته لندن قد أبلغ الصحافيين أن الغاية من رحلته هو للحصول على صورة واضحة ما إذا كانت هذه الدول التي اخذت على عاتقها أن تستعمل حقها في حرية المرور في مضائق تيران عازمة على تنفيذ تعهداتها أم لا.
قبيل اجتماع إيبان وجونسون اخذت الحالة في الشرق الأوسط تتدهور. ففي 26 مايو ألقى الرئيس عبد الناصر خطابا في اتحاد العمال العرب قال فيه:
ركزت الصحافة العالمية على تهديد عبد الناصر بتدمير إسرائيل، وأقلق ذلك جونسون الذي أرسل برسالة إلى السفير المصري في واشنطن طالبا ضبط النفس من المصريين وناشدهم ألا يكونوا البادئين في اطلاق النار. وفي نفس يوم 26 مايو، بعد أن انتظر ايبان طول النهار دعاه جونسون للاجتماع، اخرج ايبان من حقيبته ملفا بالوثائق التي يعتبرها الإسرائيليون انها البراهين الدامغة على تعهد اميركا على مبدأ حرية المرور البريء في خليج العقبة. وبين هذه الوثائق نص الخطاب التي القتة غولدا ماير في الجمعية العامة للامم المتحدة في 1 مارس 1957 ويحتوي الخطاب على الشروط التي من اجلها وافقت إسرائيل على الانسحاب من شرم الشيخ - وقد اعد نص هذه الشروط كل من ايبان حين كان سفيرا لإسرائيل في واشنطن وجون فوستر دالاس، ثم عدله دالاس بخط يده فيما بعد. وبالتالي وبعد ان القت غولدا ماير خطابها رحب به تابوت لودج المندوب الأميركي حينئذ.
ذكّر ايبان جونسون بعد اجتماعها الذي استغرق 85 دقيقة بماضيه هو نفسه عندما كان زعيماً للشيوخ الديمقراطيين فترة 1957/1956 بأنه كان مؤيداً كبيراً لاسرائيل وانه، أي جونسون، كان قد انتقد دالاس لفرضه عقوبات اقتصادية ضد إسرائيل لإرغامها على الانسحاب من المنطقة التي احتلتها عام 1956. وأثناء حديثه مع ايبان كان جونسون وديا للغاية اذ قال : « أريد أن أرى ذلك العلم الأبيض والأزرق الصغير الإسرائيلي يبحر في هذه المضائق ».. لكنه لم يربط نفسه بأي تعهدات متينة، لان جونسون كان حريصا على أن تعالج المسألة بهدوء، وعلاوة على ذلك لم يكن يرغب بالاصطدام مع الاتحاد السوفياتي فاخبر ايبان بأن الكونجرس في عطلة مما سيؤخر إصدار أي قرار أمريكي، لكنه أكد على حق إسرائيل في التصرف بفردية دفاعا عن نفسها مع وجوب تحملها عواقب ذلك التصرف.
كان الرد الروسي مشجعا، لكن لم يكن هناك فرصة لوضع حل مشترك مع الروس، وهكذا فقد اتفق ليندون جونسون وهارولد ويلسون على مشروع يقضي بأصدار إعلان من جانب الدول البحرية يؤكد حق حرية المرور ضمن المضائق.

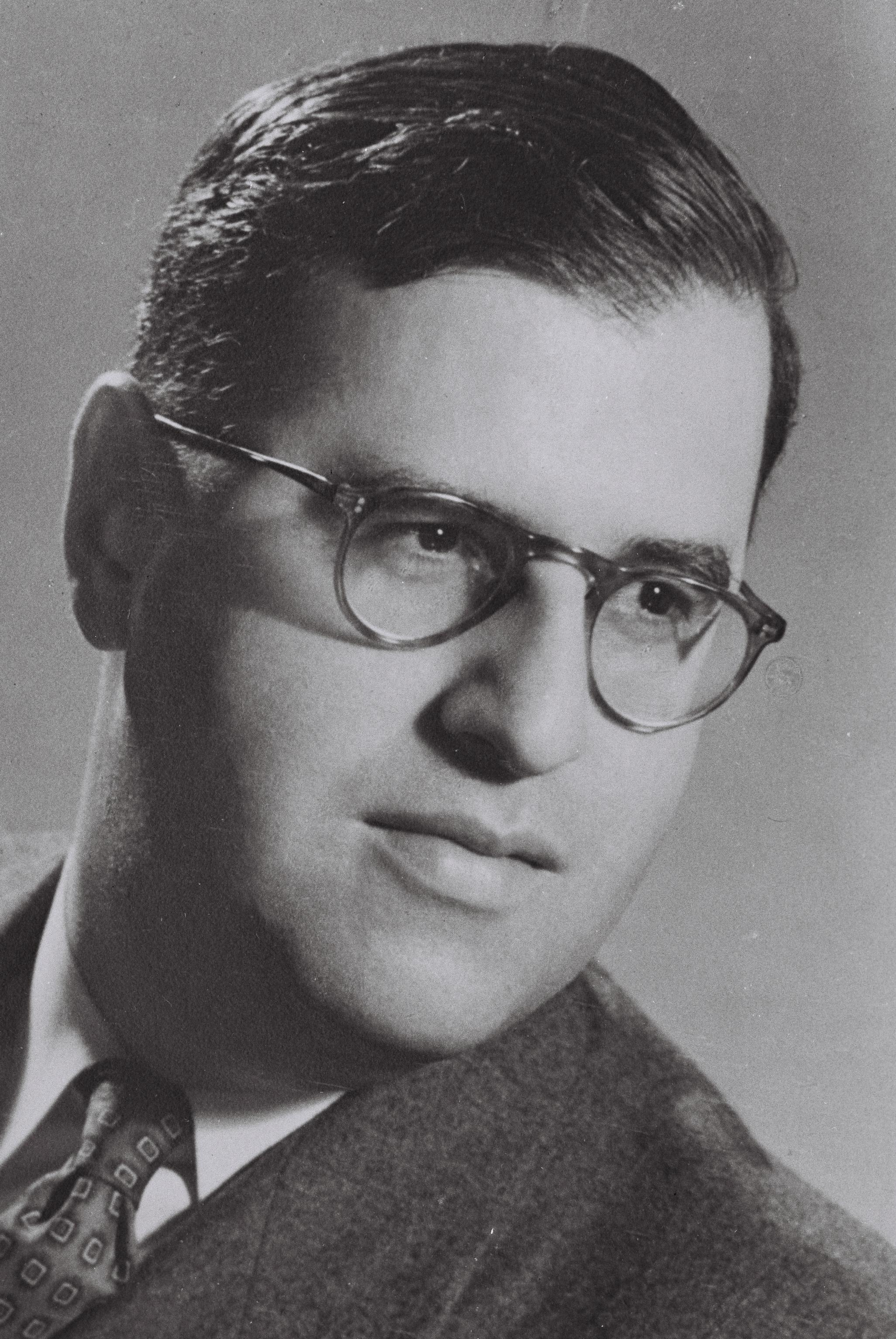
إيبان

عاد إيبان مساء 27 مايو إلى تل ابيب وذهب فورا إلى اجتماع مجلس الوزراء وقال :
وأكد لهم أهمية اعطاء الرئيس الأمريكي مهلة، بقي المجلس منعقد إلى الصباح محاولين الوصول لقرار؛ هل تضرب إسرائيل مصر في الصباح، وانقسمت الأصوات 9 مقابل 9، وفي النهاية صوت رئيس الوزراء مع إيبان.
وفي ليلة الحرب في الساعة الثالثة والنصف صباحاً استيقظ عبد الناصر على حضور السفير السوفياتي الذي بلغه رسالة من الحكومة الروسية وقال السفير أن حكومته ترجو من عبد الناصر الا تكون مصر البادئة في القتال. ذكرت صحيفة «واشنطن بوست، في عدد 15 يونيه - حزيران أن الروس لهم عذرهم على قلقهم لانهم كانوا يريدون تجنب الاصطدام فقد أبلغوا أن الاستعدادات الحربية لم تكن كاملة. وراح فريق من الخبراء السوفيات يفحصون المطارات المصرية فوجدوا أن الطيارين المصريين لم يقوموا بالتمارين منذ مدة طويلة وان الطائرات الزائفة لم تكن مقنعة، وان طائراتهم الحقيقية كانت محتشدة وهدفا للإصابة.
عاد يوثانت في 27 مايو إلى واشنطن ورفض الادلاء بأي تصريح ثم قدم بيانه إلى مجلس الامن. قال ان الرئيس عبد الناصر والدكتور محمود رياض اكدا له أن مصر لن تكون البادئة في العمل الحربي ضد إسرائيل. وغاية مصر الرئيسية هي العودة إلى الأحوال قبل 1959 و احترام كلا الجانبان الشروط اتفاقية الهدنة العامة بين مصر وإسرائيل. و من باريس بعث الجنرال ديغول برسالة إلى الرئيس عبد الناصر يحثه على تهدئة الأزمة. وكان عبد الناصر قبل ذلك قد أثنى على الجنرال لعدم سيره في الركب الانغلو - اميركي، ولكن تدخل ديغول كان له اثر ضئيل. ففي 28 مايو هدد عبد الناصر باغلاق قناة السويس إذا تدخلت أي دولة في حال نشوب حرب بين مصر و إسرائيل وقال :
وفي القاهرة في 29 مايو حذر الرئيس عبد الناصر قائلا:«وإذا كانت أمريكا وبريطانيا تتحيز لإسرائيل فإننا نقول إن عدونا ليس فقط إسرائيل، ولكن أعداؤنا هم إسرائيل وأمريكا وبريطانيا، وسنعاملهم معاملة الأعداء». وفي خطاب القاه على أعضاء مجلس الأمة في القصر الجمهورى. بعد ان اعطاه المجلس السلطة ليحكم بمرسوم جمهوري وقال : «إن العالم الغربى.. إن الدول الغربية إذا تنكرت لنا واستهزأت بنا واحتقرتنا - نحن العرب - فعلينا أن نعلمهم أن يحترمونا، ويعملوا لنا الحساب.. علينا أن نعلمهم أن يحترمونا ويعملوا لنا الحساب، وإلا فيكون كل كلامنا عن فلسطين، وعن شعب فلسطين، وحقوق شعب فلسطين؛ كلاماً أجوف، نذيعه في الهواء وليس له أى نتيجة.».
في 30 مايو وصل الملك حسين عاهل الاردن فجأة إلى القاهرة، حيث قاد طائرته الكارافيل بنفسه إلى مطار ألماظة، مصطحبا معه رئيس الوزراء الأردني. استقبله عبد الناصر بنفسه هناك. وبعد أن مكث الحسين مدة ست ساعات وقع اتفاقية دفاع مشترك سمحت للقوات العربية بالعبور خلال الأراضي الأردنية، واعلنت الحكومة الأردنية في عمان انه قد سمح للقوات العراقية والسعودية بالدخول إلى الأردن للدفاع عن الوطن. هذه الأحداث المتقلبة المفاجئة اذهلت المصريين والأجانب على حد سواء. لان الرجلين كانا في خصام طويل المدى وكان الرئيس عبد الناصر قد نعت الملك حسين بالخائن للقضية العربية. كانت معاهدة الدفاع هذه بلا شك نقطة التحول ما بين الحرب والسلم. وهذا الحلف الاستراتيجي بين مصر والأردن عسير الهضم على إسرائيل التي أصبحت الآن مكشوفة لهجوم على ادق البقع حساسية. وتنص الاتفاقية المصرية - الأردنية أن قائد القوات المصرية سيتولى قيادة كل من قوات ج ع م والأردن في حال نشوب حرب. في اليوم التالي وافق الرئيس العراقي عارف على إرسال امدادات عسكرية إلى الأردن وكان قد رفض من قبل دعوة الملك حسين بارسال هذه القوات بعد أن وقعت العراق على الاتفاقية. وبعث بقوات عراقية ووحدات مدرعة لعمان.

## التغيرات السياسية داخل إسرائيل

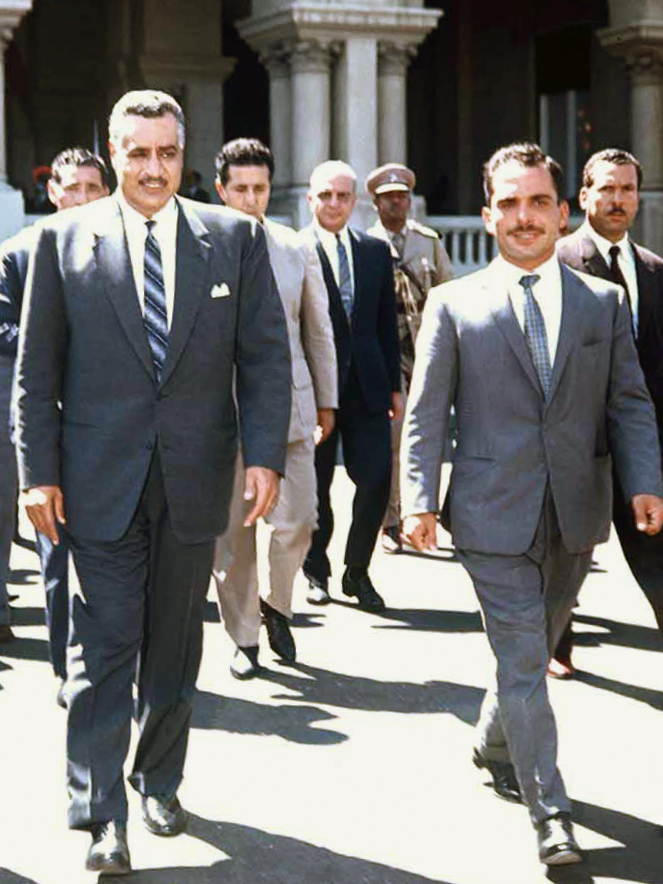
الملك حسين في زيارة لمصر

بينما كانت الأحداث في واشنطن وفي الامم المتحدة تتحرك في بطء كانت الأزمة في الشرق الأوسط تتطور في سرعة هائلة، بينما كان جونسون وويلسون يساومان للحصول على تواقيع الدول البحرية وتأييدها للقيام بعمل موحد من شأنه فتح مضايق تيران حتى ولو دعت الحاجة إلى استخدام القوة. أصبحت مشكلة المضائق مسألة صغيرة أمام الأزمة المتصاعدة. فبالإضافة إلى اغلاق المضائق، والحشود المصرية في سيناء واخيراً المعاهدة الأردنية المصرية ودخول القوات العراقية إلى الأردن على إثر هذه الأزمة دعي موشي دايان لشغل منصب وزير الدفاع الذي كان يشغله اشكول إلى جانب رئاسة الوزارة..
أصبحت الحاجة إلى انضام دايان للحكومة ملحة عندما طار الملك حسين إلى القاهرة ليوقع على معاهدة الدفاع مع الرئيس عبد الناصر في 30 مايو. جرى نقاش في الحكومة الإسرائيلية يوم الأربعاء 31 مايو لكن المحاولات لوضع دايان في مركز السلطة إما لرئاسة الوزراء أو وزيراً للدفاع اخفقت، وكان دايان متشائما يائسا، الا ان اشكول كان على استعداد لقبوله بصفة استشارية عارضا عليه مركز نائب رئيس وزراء أو عضوية لجنة الدفاع التي كانت مؤلفة من 13 عضو. وهذا ما لم يقبله دايان أو حزب الوافي ( حزب العمال ) لان كل من المركزين يتضمن مسؤولية من غير سلطة. واخيراً اجتمع دايان مع اشكول واشار إن لم يستطع هذا الأخير تنصيبه في مركز مسؤول في الحكومة كوزير للدفاع فانه سيقبل بأي مركز عسكري تحت قيادة الجنرال رابين ويفضل قيادة الجبهة الجنوبية. وافق اشكول على طلب دايان بتعيينه قائد الجبهة الجنوبية. وفي هذا الوقت كان حزب ( ماراخ) يلح في تعيين إيغال آلون وزيراً للدفاع، لكن أعضاء حزب الماباي رفضوا ذلك وآثروا دايان.
وفي الساعة الثالثة من بعد ظهر الخميس عقد اجتماع في دار حزب الماباي حيث اشترك 24 عضو في المناقشات واختار 19 من هؤلاء دايان لوزارة الدفاع. وهكذا اتفقوا على تنصيبه في هذا المركز. في هذه الظروف قررت إسرائيل القيام بهجومها. وفي اجتماع سري مساء السبت 3 يونيو - حزيران وصباح 4 يونيو أزيل كل مجال للشك والتردد. ومساء الأحد عرف الجنود والطيارون انهم سيكونون في حالة حرب في اليوم التالي. عقد دايان مؤتمراً صحافياً وقال : ان الوقت غير مناسب لاتخاذ عمل عسكري ضد الحصار المصري في تيران ويجب الانتظار لمعرفة نتيجة الجهود الدبلوماسية وعلينا ان نعطيها الفرصة. وفي اليوم التالي أي قبل وقوع الهجوم نشرت الصحف في انحاء العالم صورة للقوات الإسرائيلية في اجازتها و استرخائها على الشواطئ وكان هذا جزءاً من خطة الخداع، فقد شوهد الآلاف من الجنود يقضون اجازة نهاية الأسبوع. وقامت الحكومة الإسرائيلية بمظاهر أخرى من خطة الخداع لتبريد الحرارة. فبعد اجتماع مجلس الوزراء حيث اتخذ قرار الهجوم على الدول العربية، صدر البلاغ الآتي لنشره في صحف يوم الاثنين الخامس من حزيران : ان مجلس الوزراء في اجتماعه الأسبوعي استمع إلى تقارير رئيس الوزراء ووزير الدفاع عن حالة الأمن وتقرير من وزير الخارجية عن التطورات السياسية و وافق على ما يلي :
1. قانون تسليف الإنماء 1967.
2. ضريبة الدفاع 1967.
3. تسليف الدفاع 1967.

وعدد من القوانين الأخرى. لا شك في أن هذه الخدعة الإسرائيلية نالت مآربها. فقد شوهد الضباط المصريين في ساحات التنس في القاهرة ولم يكن ثمة دليل ان إسرائيل ستبدأ بالهجوم.

## التطورات العسكرية قبل الحرب
- 10 مايو تحرك القوات المصرية من القاهرة نحو سيناء.واستنفرت إسرائيل قواتها قدم الجيشُ الإسرائيلي عرضا عسكريا في القدسِ خلافًا للمواثيق الدولية التي تقر بأن القدس منطقة منزوعة السلاح.[47]
- 16 مايو أعلنت حالة الطوارئ في مصر. وضعت القوات في حالة تأهب. تحركات ضخمة من القوات المصرية في شرق سيناء.[48] واعلن في عمان ان القوات المسلحة الأردنية قد استنفرت.
- 18 مايو أعلنت كل من العراق والكويت التعبئة وفي نفس اليوم قالت تل ابيب ان اجراءات ملائمة قد اتخذت.[49]
- 19 مايو الانسحاب الرسمي لقوات الطوارئ الدولية في غزة. انزل علم الأمم المتحدة، ولم يعد للقوات الدولية أي وجود.[50]
- 20 مايو أتمت إسرائيل التعبئة الجزئية.[51]
- 21 مايو أعلن احمد الشقيري أن 8000 رجل من جيش فلسطين قد وضع تحت قيادة مصروسوريا والعراق.[52] واستدعيت القوات الاحتياطية المصرية.[53]
- 22 مايو قال اشكول أن مصر قد رفعت قواتها في الأيام القلائل الماضية في سيناء من 35000 الي 80000 وفي القاهرة أعلن ان الرئيس عبد الناصر قد قبل عرضا من العراق بأن تشترك الوحدات الجوية والبرية مع مصر في حال نشوب حرب.
- 23 مايو أعلن الملك فيصل الذي كان في لندن أنه قد أمر القوات السعودية أن تتأهب للاشتراك في المعركة ضد الهجوم الإسرائيلي وقال أن البترول العربي لا يمكن ان يبقى بمعزل عن الحرب.[54]
- 24 مايو الأسطول السادس الأميركي الذي يحتوي على خمسين قطعة بحرية أخذ مواقعه في البحر الأبيض المتوسط،[55] واعلن رسميا في عمان ان التعبئة العامة قد اكملت وان الحكومة سمحت للقوات العراقية والسعودية بالدخول إلى الأردن وقيل أن 20000 جندي سعودي كانوا في حالة استنفار على الحدود السعودية - الأردنية على خليج العقبة.[56]
- 29 مايو قال الرئيس عبد الناصر انه إذا قامت إسرائيل بأي هجوم فانها ستدمر تدميراً كاملاً.
- 28 مايو اعلنت التعبئة العامة في السودان.
- 29 مايو اعلنت الجزائر أن وحدات من جيشها تحركت إلى الشرق الأوسط لمساندة مصر.
- 30 مايو معاهدة دفاع بين ناصر وحسين.[57]
- 31 مايو ذكر أن وحدات مصفحة من الجيش العراقي قد دخلت الأردن.[58]
- 1 يونيو غادرت الطائرات العراقية قاعدة الحبانية الجوية إلى هـ 3 قاعدة العراق الغربية القريبة من الحدود الإسرائيلية.[59]
- 3 يونيو ارسل عدد كبير من القوات الإسرائيلية في اجازة.[60]

## الوضع العسكري قبل الحرب
| الدولة                    | جندي   | دبابة | طائرة |
| ------------------------- | ------ | ----- | ----- |
| الجمهورية العربية المتحدة | 264000 | 1200  | 450   |
| الجمهورية العراقية        | 70000  | 400   | 200   |
| الجمهورية العربية السورية | 50000  | 200   | 120   |
| المملكة الأردنية الهاشمية | 50000  | 200   | 40    |
| المملكة العربية السعودية  | 50000  | 100   | 20    |
| الكويت                    | 5000   | 24    | 9     |
| لبنان                     | 12000  | 80    | 18    |
| الجزائر                   | 60000  | 100   | 100   |
| اسرائيل                   | 284000 | 800   | 300   |

## الضربة الجوية
في الساعة السابعة والدقيقة الخامسة والأربعين بتوقيت إسرائيل، 8:45 بتوقيت مصر، من صباح يوم الاثنين 5 یونيو - حزيران قامت أول موجة من الهجوم الجوي الإسرائيلي وكانت تستهدف عشر مطارات حيث ضربت تسعا منها في وقت واحد بالضبط وضرب العاشر وهو مطار فاید بعد بضعة دقائق لأنه كان محجوبا بالسحب القادمة من قناة السويس. المطارات العشر التي هوجمت هي : العريش، جبل البني، بير جنجافا، تمادا، ابو صوير، كبريت، انشاص، غربي القاهرة، بني سويف، و فاید.
لقد حدد زمن اقلاع الطائرات باوقات متفاوتة بحيث تكون فوق اهدافها في لحظة واحدة لتحقق أكبر قدر من المفاجاة. فوصلت كل طائرة إلى هدفها وقامت بمهمتها المرسومة لها تماما وانفجرت كل قنبلة القتها. لقد دوهمت معظم طائرات السلاح الجوي المصري وهي على الأرض، والطائرات المصرية الوحيدة التي كانت في الجو هي طائرة تدريب وكان عليها مدرب وثلاث متمرنين. وكانت هناك اربع اسباب وراء اختيار اسرائیل الساعة 7:45 لضرب هذه المطارات
1. كانت حالة الطوارئ المصرية في ذروتها، ومنذ ابتدأ المصريون حشد قواتهم في سيناء قبل ثلاث اسابيع وهم يحلقون بطائرات ميغ 21 ينتظرون عند الفجر على مدرج كل مطار لمدة خمس دقائق في حالة استنفار وربما كانت هناك واحدة أو اثنين من طائرات ميغ 21 في مهمة دورية في مثل هذا الوقت من الفجر، الوقت المحتمل الوقوع أي هجوم عدائي وقد قدر الإسرائيليين أن المصريين سيطمئنون عندما يمضي وقت الفجر بأنه لن يكون هناك هجوم فيخففون من مراقبتهم الجوية ويطفئون بعض راداراتهم وشعر الإسرائيليون عن طريق المراقبة المسبقة أنه عند هذا الوقت يخفف المصريون حراستهم.
2. غالبا ما ينجح الهجوم عند الفجر، ولكن طالما ان الطيارين يمكثون ثلاث ساعات قبل أن يقلعوا فذلك يعني نهوضهم في منتصف الليل أو سهره طول الليل. وفي مساء أول يوم من الهجوم يكون الوقت الذي لم يذوقوا النوم خلاله 36 ساعة بالإضافة إلى الليل بأكمله والنهار الذي يليه
3. في هذا الوقت من السنة توجد سحب صباحية فوق نهر النيل والسويس وفي هذه الساعة أي 7:45 تكون قد تبعثرت السحب ويكون الطقس جميلة والرؤية واضحة والهواء ساكن وهذا ما يناسب قذف القنابل إلى المدارج.
4. لماذا 7:45 ( توقیت اسرائیل ) أي 8:45 بتوقیت مصر وليس 8:00 أو 8:10 ؟ يذهب المصريون إلى اعمالهم في الساعة التاسعة، وهجوم قبل هذا الوقت ب 15 دقيقة يداهم الضباط وهم ما يزالوا في طريقهم إلى مكاتبهم والطيارين وموظفي الطيران في طريقهم إلى التدريب أو إلى أعمال اخری

كان الجنرال مردخاي هود قائد سلاح الطيران الصهيوني في مرکز القيادة عندما ظهرت طائرات الميغ 21 المصرية التي تقوم بدورية الفجر فضغط على ساعة التوقيت وهو يعرف بالضبط المدة التي تستطيع طائرات الميغ 21 البقاء خلالها في الجو. وفي الساعة 7:45 يكون قد فرغ الوقود من هذه الطائرات وتضطر إلى الهبوط.
الهدف الرئيسي من الهجوم الإسرائيلي هو تدمير مدارج الطائرات وجعلها غير صالحة للعمل وتحطيم أكبر عدد ممكن من طائرات ميغ 21 فهذا النوع من الطائرات كان الوحيد الذي تستطيع مصر فيه صد الطائرات الإسرائيلية عن بلوغ هدفها وهكذا استطاع الإسرائيليون تدمير ثمانية اسراب من ميغ 21 بینا كانت تسحب نحو المدارج.
لقد حلقت الطائرات الإسرائيلية في تشكيلات رباعية واتخذت طرقا مختلفة. البعض قام بدورة قصيرة من الغرب فوق البحر إلى القواعد في القاهرة والقناة وسيناء، وانطلقت البقية رأسا لتضرب القواعد في مصر العليا. طارت الطائرات على علو منخفض جدا؛ حوالي 30 قدم فوق الأرض أو البحر حتى يكونوا دون متناول اجهزة الرادار المصرية واجهزة الرادار الروسي والامريکي أيضا.
كان نشاط الرادار في الشرق الأوسط في هذا الوقت واسع النطاق، فبالإضافة إلى الرادارات المصرية البالغة ستة عشر محطة للرادار كان آخرون يراقبون الاحداث: القطع البحرية الروسية في المنطقة كانت تراقب الوضع وهكذا كان الأسطول السادس الأميركي الذي استعمل علاوة عن الرادار البحري وجهاز التجسس الإلكتروني مناطيد كانت تحلق مزودة بأجهزة الرادار وتقلع من السفينة ليبرتي التي دمرتها إسرائيل بشكل متعمد خلال الغارات الجوية.
كانت اجهزة الرادار على الجبهة الأردنية قد اعترضت التحركات الجوية الإسرائيلية وأرسلت فورا تحذيرا عن بدء الهجوم للطرف المصري، عبارة “عنب عنب عنب” المشفرة والمتفق عليها سلفاً. تلقت القاهرة الإشارة، لكن بسبب قيام ضابط الاتصالات بتغيير مفتاح الشيفرة قبل ذلك بدقائق، لم يتمكن ضباط الاتصال من فك الشيفرة وفهم الإشارة، الأمر الذي كان في إمكانه تغيير تطورات الحرب برمّتها.
بينما كان الفوج الأول من الطائرات المعتدية يضرب اهدافه، كان الفوج الثاني في طريقه إلى الهدف، والثالث يستعد للإقلاع، وكانت فترة عشرة دقائق استراحة فقط بين كل فوج وآخر، وقد اعطي كل سرب اربع دقائق يضرب خلالها الهدف، وثلاث دقائق اضافية في حال أي خطا في الملاحة أو لعمل اضافي فوق الهدف. وقد نظم الطيران والقصف للقواعد المصرية كما يلي :
- زمن الوصول إلى الهدف 22 دقيقة ونصف
- الفترة التي تقضيها فوق الهدف 7 دقائق ونصف
- الفترة التي تأخذها للعودة إلى القاعدة 20 دقيقة
- المدة التي تقضيها في التزود بالوقود به 7 دقائق ونصف
- المجموع 57 دقيقة ونصف.

هذا عنى أن الطائرات ستعود للمرة الثانية إلى اهدافها بعد ساعة من هجومها الأول.
واستمرت الطائرات تضرب المطارات المصرية لفترة 80 دقيقة من غير توقف. ثم بعد عشر دقائق من التوقف عاودت وضربت 80 دقيقة أخرى وفي هاتين الساعتين والخمسين دقيقة حطم الإسرائيليون قدرة سلاح الجو المصري وحطم امكانيته الفعالة كقوة ضاربة. المطارات التي ضربت في اليوم الأول من الحرب تعدت العشرة المستهدفة وقصفت أيضا مطارات كل من المنصورة، حلوان، المنيا، الماظة، الأقصر، دفر سوار، حورغادة، رأس بالناس. بل وحتى مطار القاهرة الدولي ضرب أيضا في صباح ذلك اليوم، وتقدر الخسائر المصرية من الطائرات خلال 170 دقيقة من الهجوم بـ 300 طائرة بما فيها 30 من قاذفات القنابل البعيدة المدى تي يو 16.
وفي أكثر من قاعدة جوية مصرية ضرب الإسرائليون كل الطائرات وتركوا الطائرات الزائفة من غير اذي. ولما سئل أحد الضباط الإسرائيليين عما إذا كان ذلك يعود الجهود الاستخبارات الإسرائيلية اجاب بالإيجاب لكنه قال إنه في مطار أبو صوير قرب الاسماعيلية ضربت الطائرات الحقيقية والزائفة. وقال ان استخباراتهم كانت أكثر صوابا فيما يختص بمطارات سيناء.
وقد قدر الإسرائيليون أن السفن الحربية السوفياتية في المتوسط كانت على اتصال مباشر مع القيادة المصرية وبامكانهم اعطاء المعلومات من راداراتهم إلى المصريين في خلال عشر دقائق، لهذا عزم الجنرال هود على البدء بالقيام بالهجوم ضد السلاح الجوي المصري قبل أن يتحول ضد الأردن وسوريا. وفي هذه الحالة لم تكن سوريا والأردن قد اشتركتا في الحرب حتى منتصف النهار. فيستطيع الإسرائيليون أن يدمروا جزءا هائلا من سلاح الطيران المصري وفي مركز يمكنهم من التحول ضد الأردن وسوريا.
قبل هذا الوقت كانت الطائرات السورية تقذف بقنابلها قرب مصفاة الزيت في حيفا وضربت مطار مفیدو. وهاجمت الطائرات الإسرائيلية على قاعدة السلاح الجوي السوري قرب دمشق، وبعد ذلك تحول الإسرائيليون وضربوا مطاري المفرق وعمان في الأردن وعطلوهما عن العمل كما دمروا الرادار الأردني في عجلون.
قبل غروب نهار الاثنين عاد الإسرائيليون إلى المطارات الثلاث والعشرون في مصر وسوريا والأردن التي كانوا قد ضربوها عند الفجر وفي النهار و بالإضافة إلى استعمال القنابل العادية استخدموا قنابل ذات مفعول مؤخر حتى تنفجرفي الليل وبذلك تحول دون أي محاولة لتصليح المدارج. ولما لم يكن هذا كافيا فقد عمدت الطائرات الإسرائيلية لضرب هذه المطارات طول الليل.
ولما قام الطيران العراقي في صباح اليوم التالي بضرب مدينة ناتانيا الإسرائيلية هاجم الإسرائيليون القاعدة العراقية هـ 3 غربي العراق قرب الحدود العراقية الأردنية.
حتى هبوط الليل من اليوم الثاني من الحرب حطم الإسرائيليون 416 طائرة من بينها 393 کانت على الأرض وحصيلة هذا العدد مبينة أدناه :
الجمهورية العربية المتحدة
- 30 قاذفة قنابل تي يو 16 س.
- 27 قاذفة قنابل البوشن 28 س
- 10 مقاتلات سوخوي 7 س.
- 95 ميغ 21 س.
- 20 مقاتلة مغ 19 س.
- 82 مقاتلة ميغ 15 و 17 س.
- 8 ناقلات جنود آن 12 س.
- 24 اليوشن 14 س.
- 1 هليكوبتر ام آي 4.
- 8 هليكوبتر ام آي 1.
- 4 هليكوبتر مختلفة.
- المجموع 309

الجمهورية العربية السورية
- 2 قاذفات قنابل البوشن 28 س.
- 32 مقاتلة مغ 21 س•
- 23 ميغ 15 و 17 م.
- 3 هلیکوبتر ام آي 4.
- المجموع 60

الأردن
- 21 مقاتلة هنتر
- 6 طائرات نقل
- 2 هليكوبتر
- المجموع 29

العراق
- 1 قاذفة قنابل تي يو 16.
- 9 مقاتلات میغ 21 س.
- 5 مقاتلات هنتر
- 2 طائرتي نقل.
- المجموع 17

لبنان
- 1 طائرة مقاتلة هنتر

المجموع العام 416 طائرة.
اما من حيث خسائر الإسرائيليين فيدعي الإسرائيليون انهم فقدوا 21 طائرة.
تقدر قيمة خسائر الطائرات المصرية التي حطمت في هذين اليومين حوالي 500 مليون دولار. لم تكن الخسائر في الطائرات فحسب بل بالمعدات الأرضية التي تحوي على 23 محطة رادار وعدد من قواعد صواريخ أرض الجو 19 منها في سيناء. غير أن المدارج يمكن اعادتها إلى حالتها الأولى خلال ستة أشهر ولكن ليس كل شيء متعلق بالمعدات، إذ سیلزم وقت طويل لإعادة بناء الروح المعنوية لسلاح الجو المصري. ولقد قدر ان نحواً من 100 من الطيارين المصريين والبالغ عددهم 300 قتلوا اثناء الهجوم بينما كان معظمهم يسحب طائراته نحو المدارج. وهذا العدد من طياري الميغ 21 يتضمن قدرا هائلا من ذوي الخبرة.
عرف الرئيس عبد الناصر ان قوة مصر الجوية أكبر من قوة إسرائيل التي كانت تملك 300 طائرة من بينها 50 أو 60 من طائرات التدريب ماجيستر التي كانت مزودة بالصواريخ المضادة للدبابات. لذا قال عبد الناصر في خطاب استقالته يوم 9 يونيو:
يدعي الإسرائيليون أن كلام عبد الناصر عن كون السلاح الجوي الإسرائيلي ثلاث اضعاف قوته الطبيعية، لا ريب أنه كان مستندا إلى الآلية التي يعمل بها سلاح الجو المصري. فقد علم الإسرائيليون من بعض كبار ضباط سلاح الجو المصري، الذين أسروا قبل الهجوم، أن الطيران المصري يقضي ثلاث ساعات بين الغارة والأخرى للوصول إلى أهدافه بدلا من ساعة واحدة كما هي الحال مع الطيران الإسرائيلي، والى جانب هذا الواقع فان كثيرا من الطائرات المصرية كانت لديها مسافة أكثر بكثير للوصول إلى القواعد الإسرائيلية الهامة من مطاراتها في سيناء، في حين كانت الطائرات الإسرائيلية لا تجد عقبات قبل الوصول إلى المطارات حول القناة والقاهرة. فبینا يقوم الطيار المصري بغارتين في النهار الواحد، فكثير من الطيارين الإسرائيليين يقومون بثمان غارات أو أكثر.
تحليل الإسرائيليين أن الرئيس ناصر وجد صعوبة في تصديق ما حدث، ربما لم يكن يحاول ايجاد عذر مقنع لاخفاق سلاح الجو المصري عندما اتهم البريطانيين والأميركيين باشتراكهم في هذا الهجوم. ربما كان يعتقد ذلك.

يوم الخميس 8 حزيران کشف متحدث إسرائيلي المحادثة الهاتفية التي التقطها الإسرائيليون بين عبدالناصر والحسين عند الساعة الرابعة والنصف صباحا من يوم الثلاثاء 6 حزيران وكانت المحادثة كما يلي :
ناصر : ازايك ؟ الاخ عاوز بعرف ازاي ماشية المعركة على الجبهة.
ناصر : ممكن جلالتكم تذيعوا بيانا عن اشتراك اميركا وبريطانيا في القتال
الحسين : ( الجواب غير واضح ).
ناصر : حنقول أمريكا وانكلترا أو بس امریکا ؟
الحسين : اميركا وإنجلترا.
ناصر : وهل لدى بريطانيا حاملة طائرات ؟
الحسين : ( الجواب غير واضح ).
ناصر : جميل جدا، الملك حسين حيصدر بيان وانا اعمل بیان.
ناصر : نحن نقاتل بكل قوتنا وان المعارك تدور على كل جبهة طول الليل وإذا كانت هناك بعض الصعوبات في القتال لا يهم سوف نتغلب بالرغم من هذا. الله معنا. هل سيعلن جلالة الملك أن الأمريكيين والبريطانيين اشتركوا مع العدو ضدنا ؟
الحسين : ( الجواب غير واضح ).
ناصر : والله، اقول اني سأصدر بيانا وأنت تصدر بيانا وسأحمل السوريين على إصدار بيان أن الطائرات الأميركية والبريطانية تشترك ضدنا من حاملات الطائرات سوف تصدر بيانا.
الحسين : طيب.
ناصر : ألف شكر، لا تيأس. نحن معاكم بكل قلوبنا وطائراتنا تغير على إسرائيل النهار ده وتضرب الطائرات الإسرائيلية منذ الصباح.
كيف افلح الإسرائيليون وفازوا بهجومهم في هذا الوقت القصير؟ قدم الجنرال هود الأسباب التالية :
1. ستة عشر سنة من التخطيط وصلت إلى هذه ال 80 دقيقة الأولى فقال : ولقد عشنا مع الخطة ونمنا معها، والتهمناها وثابرنا عليها واتقناها.
2. الاستخبارات الدقيقة عن تحركات ونشاطات القوة الجوية التابعة لج ع م وموقع وتفاصيل القواعد، كيفية تشکیل اسراب الطائرات، موقع الرادار وقواعد الصواريخ لقد كانت الاستخبارات دقيقة.
3. إدارة العمليات - المقدرة على التقاط وإضافة المعلومات الجديدة إلى المعلومات الحالية وببعث هذه المعلومات الجديدة والأهداف إلى الطيارين في الجو، لعب ذلك دورا حيويا في نجاح العملية.
4. تنفيذ الخطة بدقة من قبل الطيارين كانت الورقة الفعالة في سلسلة النجاح، كانت تعكس سنين التدريب في التحليق والملاحة وقذف القنابل بدقة. واضاف الجنرال هود:« نتوقع عادة نتائج الحرب ان تكون 25٪ أقل مما نحرزه وقت التمارين بسبب التهيج وبسبب القذائف المضادة للطائرات. لكن النتيجة كانت احسن من وقت السلم، ربما سبب ذلك كان في تركيز جهود الطيارين لاحراز اقصى قدر من الدقة أو ربما لان الطيارين لم يكونوا مضطرين إلى التقيد بانظمة التدريب الجوي.[4]

عمليا، كان السلاح الجوي المصري قد تم تدميره بشكل شبه كامل في أول يوم من الهجوم في الساعة 9:45 حسب توقيت القاهرة ولم يعد بشكل قوة مقاتلة ولم يعد في وسعه أن بشكل غطاء جويا أو يدعم الجيش المصري في سيناء.